# Ruth Jiménez
Ruth Jiménez Moreno (Sabadell, Barcelona, 9 de mayo de 1976) es una presentadora de televisión española. Es licenciada en Comunicación Audiovisual por la Facultad de Ciencias de la Comunicación Blanquerna (Universidad Ramon Llull de Barcelona) y tiene la carrera de piano.
Ruth Jiménez ha estado vinculada, desde 2001, a la televisión autonómica catalana TV3, donde comenzó en el programa Fes-t’ho mirar y, más tarde, el concurso semanal Qui corre vola. Ha sido reportera y, después, presentadora del espacio En directe.
En 2006 salió del ámbito de la autonómica de la mano de La Sexta y en el programa Tícket, un espacio que abordaba temas relacionados con el mundo de la cultura, el espectáculo, la moda y la música. Posteriormente presentó en La 2 No disparen al pianista (2007-2009), un programa musical y de entrevistas.
En el verano de 2011 fue la sustituta de Marta Fernández en Las mañanas de Cuatro (Cuatro). El 21 de noviembre de 2011 comienza a presentar el concurso El comecocos en dicha cadena, programa que finalizó el 16 de diciembre de 2011 debido a sus bajas audiencias. Tres días después se pone al frente del concurso Dale al REC, que logró audiencias incluso más bajas que su antecesor y que llegó a su fin en febrero de 2012, ese verano sustituye de nuevo a Marta Fernández en Las mañanas de Cuatro. Desde septiembre de 2012 y hasta julio de 2014 presentó y dirigió el programa de variedades Migdia en 8tv.
En octubre de 2014, regresa a Cuatro para copresentar junto a Javier Ruiz, el programa La otra red.
Desde noviembre de 2015 a marzo de 2016, se encarga de presentar el programa Trencadís en la cadena 8tv los lunes y en periodos vacacionales de Sandra Barneda. 
En septiembre de 2016 estrena un nuevo programa en La 2: el magazín de tarde Tips junto a Txabi Franquesa.
En septiembre de 2017 vuelve a TV3 como presentadora del programa Tarda oberta en compañía de Vador Llado.
En 2021, ficha de nuevo por 8tv y comienza a colaborar en el programa Ares Revolution, conducido por la presentadora catalana Ares Teixidó. Adicionalmente, desde septiembre de 2022 ejerce de copresentadora del programa de entrevistas "La Fàbrica" presentado por el político catalán Gabriel Rufián.

## Vida personal
Su pareja hasta 2014 fue Risto Mejide, con quien tuvo un hijo llamado Julio en 2009.
Es hermana de la popular cantante Rebeka Brown.